# Kirchenbezirk Calw-Nagold
Der Evangelische Kirchenbezirk Calw-Nagold ist einer von 43 Kirchenbezirken bzw. Kirchenkreisen der Evangelischen Landeskirche in Württemberg. Sein Gebiet ist deckungsgleich mit dem Dekanat Calw-Nagold.

## Geographie
Der Kirchenbezirk Calw-Nagold liegt im Westen der württembergischen Landeskirche. Sein Gebiet umfasst den größten Teil des Landkreises Calw sowie die Gemeinden Eutingen im Gäu (nur Ortsteil Göttelfingen), Grömbach, Horb am Neckar (nur Stadtteil Talheim), Pfalzgrafenweiler (nur Ortsteil Bösingen) und Wörnersberg des Landkreises Freudenstadt.

### Nachbarkirchenbezirke
Der Kirchenbezirk Calw-Nagold grenzt an folgende Kirchenbezirke der Prälatur Reutlingen (im Uhrzeigersinn beginnend im Nordosten): Leonberg, Böblingen, Herrenberg, Rottweil, Freudenstadt und Neuenbürg. Im äußersten Westen sowie im Nordosten hat er jeweils eine Grenze mit der Evangelischen Landeskirche in Baden.

## Geschichte
Der Kirchenbezirk entstand zum 1. Januar 2019 durch die Fusion der Kirchenbezirke Calw und Nagold. Für das vereinigte Gebiet gab es in einer Übergangszeit zwei Dekane. Nachdem der Nagolder Dekan 2020 Ralf Albrecht zum Regionalbischof der Prälatur Heilbronn berufen worden war, nahm der Calwer Dekan Erich Hartmann allein das Amt wahr.

## Gemeinden
Siehe: Kirchenbezirk Calw und Kirchenbezirk Nagold

## Archivquellen
- Bestand: Visitationsberichte.   Landeskirchliches Archiv Stuttgart. 1581–1822.   Signatur: A 1.
- Bestand: Kirchenvisitationsakten.   Hauptstaatsarchiv Stuttgart. ca. 1601–1840.   Signatur: A 281.
- Bestand: Ortsakten [mit Digitalisaten der Pfarrbeschreibungen und Pfarrberichte (darin u. a.: Chronik, Filialverhältnisse)].   Landeskirchliches Archiv Stuttgart. ca. 1550–1923.   Signatur: A 29.
- Bestand: Ortsakten [mit Digitalisaten der Pfarrberichte (darin u. a.: Filialverhältnisse)].   Landeskirchliches Archiv Stuttgart. ca. 1924–1966.   Signatur: A 129.
- Bestand: Ortsakten [mit Visitationsberichten].   Landeskirchliches Archiv Stuttgart. ca. 1967–1989.   Signatur: A 229.
- Archivgut: Dekanatsarchive.   Landeskirchliches Archiv Stuttgart.   Signatur: F-Bestände.
- Archivgut: Pfarrarchive.   Landeskirchliches Archiv Stuttgart.   Signatur: G-Bestände.